# Oxalis glauca
Oxalis glauca är en harsyreväxtart som beskrevs av Carl Sigismund Kunth. Oxalis glauca ingår i släktet oxalisar, och familjen harsyreväxter. Inga underarter finns listade i Catalogue of Life.